# Hrabstwo Fayette (Tennessee)
Hrabstwo Fayette (ang. Fayette County) – hrabstwo w stanie Tennessee w Stanach Zjednoczonych. Obszar całkowity hrabstwa obejmuje powierzchnię 706,23 mil² (1829,13 km²). Według szacunków United States Census Bureau w roku 2009 miało 38 785 mieszkańców.
Hrabstwo powstało w 1824 roku. 

## Miasta
- Braden
- Gallaway
- La Grange
- Moscow
- Oakland
- Piperton
- Rossville
- Somerville
- Williston[4]